# 헝가리 평의회 공화국
헝가리 평의회 공화국(헝가리어: Magyarországi Tanácsköztársaság 머저로르사기 터나치쾨스타르셔샤그[*])은 1919년 3월 2일부터 1919년 8월 1일까지 헝가리에 존재했던 공화국이다.
1917년 볼셰비키가 주도한 10월 혁명을 통해 사회주의 국가를 설립한 러시아에 이어 유럽에서 두 번째로 등장한 사회주의 국가이다. 1919년 3월 21일 쿤 벨러를 중심으로 한 헝가리 공산당이 헝가리 제1공화국을 무너뜨리고 헝가리 평의회 공화국을 수립했다. 헝가리 평의회 공화국은 프롤레타리아 독재를 표방했으며 혁명통치평의회가 정책을 시행했다. 또한 블라디미르 레닌을 모델로 한 정치 체제를 수립했다.
헝가리 평의회 공화국은 루마니아 왕국, 유고슬라비아 왕국, 체코슬로바키아와의 무력 분쟁을 경험했다. 1919년 4월에는 루마니아 군대가 헝가리를 침공하면서 헝가리-루마니아 전쟁이 발발하게 된다. 1919년 8월 1일 루마니아 군대가 부다페스트를 점령하면서 소멸되었다.

## 같이 보기
- 제1차 세계 대전의 여파
- 1956년 헝가리 혁명
- 적색 테러